# Alexandre Abrivard
Alexandre Abrivard, född 23 juli 1993 i Frankrike, är en fransk travkusk och montéryttare. Han har vunnit bland annat Prix du Plateau de Gravelle (2017) och Prix de Cornulier (2016, 2019, 2020). Han har även kommit tvåa i Prix d'Amérique (2019) med hästen Looking Superb.

## Karriär
Alexandre Abrivard växte upp i en travintresserad familj, han är son till travtränaren och kusken Laurent-Claude Abrivard och kusin till Matthieu Abrivard. Vid 16 års ålder började han intressera sig på allvar för travsporten, och med stöd av Christian Bigeon och Jean-Michel Bazire, tog han sin ryttarlicens 2009. Under året tog han även sin första seger, och i slutet av året blev han utsedd till Bästa lärling. Abrivard rider mest montélopp, och 2015 vann han tredje mest lopp i Frankrike. 2017 och 2019 vann han utmärkelsen Étrier d'or, då han vunnit flest montélopp i Frankrike under ett gånget år.
Karriärens största seger i montélopp tog Abrivard då han segrade i Prix de Cornulier 2016 med Scarlet Turgot. Abrivard vann även loppet 2019 och 2020 tillsammans med Bilibili, som tränadas av hans far. Segertiden för ekipaget blev 1.11,2 över 2700 meter, vilket innebar nytt världsrekord.
Den 3 mars 2017 segrade Abrivard tillsammans med hästen Uza Josselyn i Prix du Plateau de Gravelle på Vincennesbanan. Efter loppet bjöds ekipaget in till Elitloppet 2018. I Elitloppet kördes emellertid Uza Josselyn istället av Erik Adielsson.
Den 27 januari 2019 kom Abrivard på andraplats i Prix d'Amérique med Looking Superb, slagen med en halv längd av Belina Josselyn.